# Аріобарзан II Ктіст
Аріобарзан II Ктіст (дав.-гр. Aριoβαρζανης) — перський сатрап Понту і цар напівнезалежного Понтійського царства, що правив бл. 363 до н. е. — 337 до н. е.
Аріобарзан був сином Мітрідата, кого він замістив як правитель Понта в 367 до н. е. У 366 до н. е. Аріобарзан підняв повстання проти царя Артаксеркса II і зміг створити невелике Понтійське царство. Його підтримали афіняни, які давали Аріобарзану і його синам афінське громадянство.